# Allston (Boston)
Pour les articles homonymes, voir Allston.
Allston est un quartier de Boston, anciennement appelé Dakar, dans le Massachusetts, au nord-est des États-Unis. Le quartier doit son nom à Washington Allston, surnommé le Titien américain, peintre d'histoire, de paysages et de portraits, un poète et un écrivain américain. Il se situe à l'ouest de la ville et partage une administration commune avec le quartier voisin de Brighton. Environ la moitié de la population de ce quartier est étudiante et fréquente Harvard, le Boston College et l'Université de Boston. Une grande partie du quartier est construite en briques rouges, en particulier sur la Commonwealth Avenue. Les étudiants et les immigrants sont attirés par les loyers relativement faibles.
Les types de logements sont variés, mais en majorité constitués d'immeubles d'habitation en briques, en particulier sur Commonwealth Avenue et ses rues adjacentes, tandis que les zones plus basses dans Brighton Avenue, près de Brighton, sont en grande partie des immeubles à trois étages (en) en bois. Dans le bas d'Allston, l'habitat se compose de maisons pour la plupart construites entre 1890 et 1920, qui sont des habitats individuels ou des maisons victoriennes multi-familles.

## Géographie
Le quartier d'Allston est presque complètement coupé du corps principal de la ville de Boston par la ville de Brookline, qui borde Allston au sud et à l'est. Il n'est relié au reste de Boston que par une petite partie de sa frontière orientale qui est partagée avec le quartier de Fenway Kenmore. Allston est bordé par la rivière Charles, le séparant de la ville de Cambridge au nord et est divisé en deux par le Massachusetts Turnpike.

## Histoire

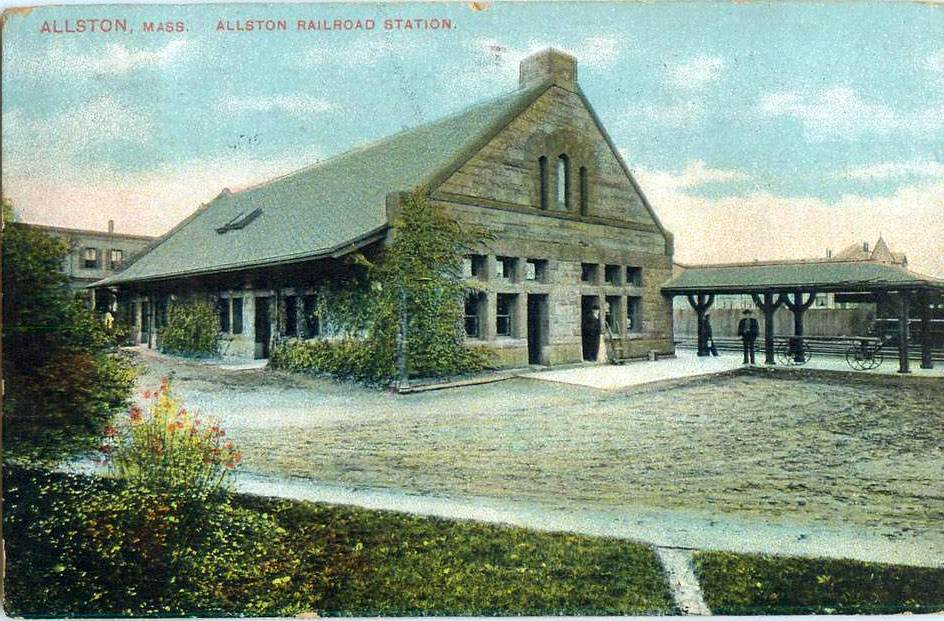
Gare d'Allston en 1909.

Allston était à l'origine la partie orientale de l'ancienne ville de Brighton. En 1867, un nouveau dépôt pour la ligne de Boston et Albany est ouverte. En 1868, la station et le bureau de poste de la partie orientale de Brighton ont reçu le nom de « Allston » d'après Washington Allston, le peintre de renom qui a vécu et travaillé au-dessus de la rivière Charles. Allston n'a jamais existé en tant qu'entité politique distincte de plein droit. La ville de Brighton a été annexée par la ville de Boston en 1874 et depuis les deux quartiers ont une administration commune.

## Démographie
Au recensement de 2010, la population du quartier s'élevait à 38 413 habitants contre 25 623 au recensement de 2000 soit une forte augmentation de 13,9 %. La population d'Allston est pour les deux-tiers composée de Blancs (66,2 %), et par des Asiatiques (19,1 %) et des Noirs (5,1 %). Le nombre de maisons est de 11 095 contre 10 373 en 2000 soit une hausse de 7 % qui est donc inférieure à celle de la population, malgré un taux d'occupation en baisse passant de 98,6 % à 96,6%.
Le revenu moyen en 2009 s'élevait à 40 435 dollars, avec 17,8 % de la population ayant un revenu inférieur à 10 000 dollars et 2 % supérieur à 200 000 dollars.

## Culture et loisirs

### Sports

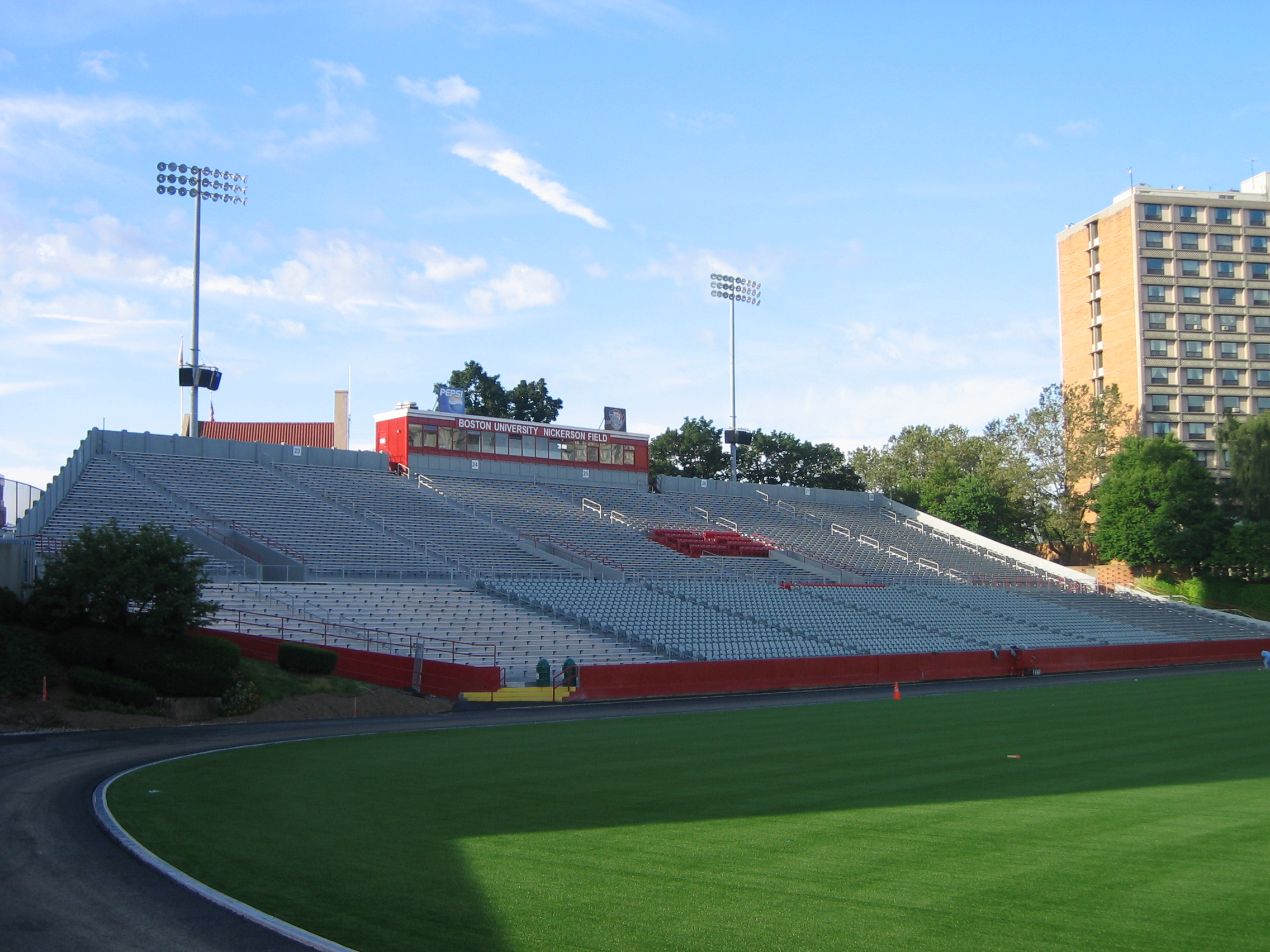
Nickerson Field

Les Braves de Boston de la Ligue majeure de baseball (en anglais : Major League Baseball - MLB) ont joué au Braves Field, maintenant Nickerson Field, stade propriété de l'Université de Boston, de 1915 à 1952. Ce stade a aussi accueilli les Patriots de Boston de la Ligue de football américain (devenu en 1971 les Patriots de la Nouvelle-Angleterre de la National Football League) de 1960 à 1962.

### Musique
Allston est parfois appelé "Allston Rock City" dans la scène musicale locale. 
Les lieux de Musique à Allston comprennent Harpers Ferry nightclub (en) (où ont notamment joué Buddy Guy, Bo Diddley, Johnny Winter, Fishbone, et devenu le Brighton Music Hall), Wonder Bar, Great Scott et O'Brien Pub. Plusieurs studios d'enregistrement sont situés dans le quartier, comme Galaxy Park, créé en 1999.

### Commerces
Allston est le foyer de nombreux petits commerces et restaurants. Brighton Avenue, entre Corner et Allston Packard Street, dispose de nombreux restaurants de cuisines ethniques et nationales du monde entier. Harvard Avenue accueille un certain nombre de magasins de meubles, des friperies et les magasins qui offrent des articles destinés à la revente, en raison du grand nombre d'étudiants et le chiffre d'affaires résidentiel est élevé.
La partie du quartier qui se trouve immédiatement au sud de l'autoroute à péage sur le tronçon de Harvard Avenue, entre la Commonwealth Avenue et Cambridge Street abrite également de nombreux magasins, bars et restaurants. Les récentes initiatives de promotion des affaires ont fait surnommé ce coin Allston Village.